# Albanische Botschaft in Berlin

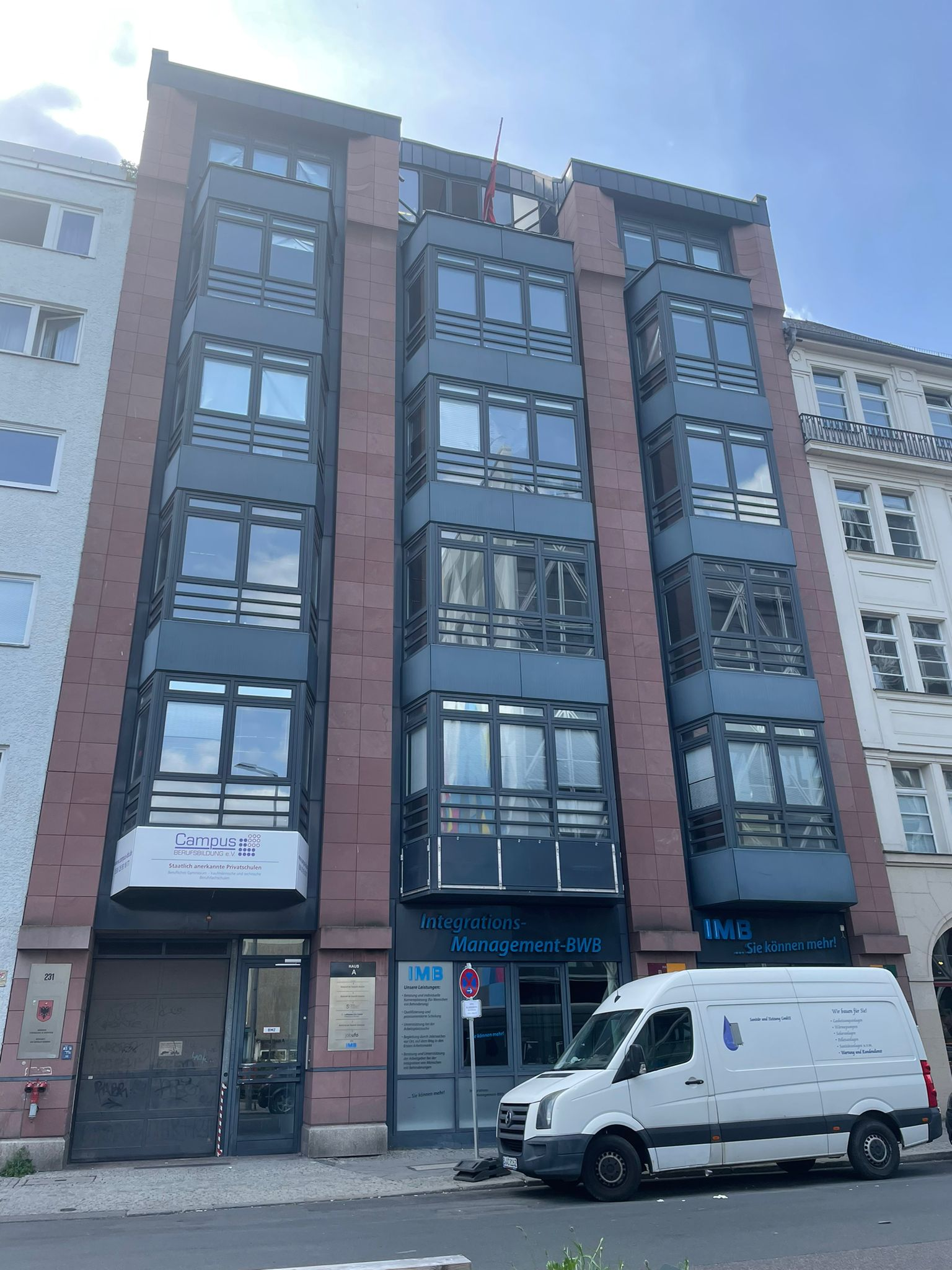
Botschaftsgebäude Friedrichstraße 231

Die albanische Botschaft in Berlin ist die diplomatische Vertretung der Republik Albanien in Deutschland. Sie hat ihren Sitz in der Friedrichstraße 231 im Ortsteil Kreuzberg des Bezirks Friedrichshain-Kreuzberg.
Botschafterin ist seit dem 27. September 2023 Adia Sakiqi.
Albanien unterhält ein Generalkonsulat in München und Honorarkonsulate in Elmshorn, Frankfurt am Main und Würzburg.

## Geschichte der diplomatischen Beziehungen
Seit dem 2. Dezember 1949 bestanden diplomatische Beziehungen zwischen Albanien und der DDR. Die Botschaft in Ost-Berlin befand sich in der Florastraße 94 im Stadtbezirk Pankow. Die Beziehungen endeten mit der deutschen Wiedervereinigung im Jahr 1990, das Botschaftsgebäude in Berlin-Pankow wurde aufgegeben.
Am 2. Oktober 1987 hatten Albanien und die Bundesrepublik Deutschland diplomatische Beziehungen aufgenommen. Die Botschaft befand sich in der Dürenstraße 35–37 in Bonn. Aufgrund des Umzugs von Bundestag und Regierung nach Berlin verlegte auch die Botschaft Albaniens ihren Sitz in die neue deutsche Hauptstadt. Sie zog als Mieter in die Friedrichstraße 231 in Berlin-Kreuzberg.

## Gebäude
Das Geschäftshaus mit vier Höfen wurde 1900–1902 nach Plänen von Paul Jatzow errichtet. Das Vorderhaus wurde im Zweiten Weltkrieg zerstört und 1956 durch einen schmucklosen Neubau ersetzt. 1986 wurde die Fassade als moderne Adaption des Altbaus gestaltet und mit einem ausgebauten Dachgeschoss aufgestockt. Die albanische Botschaft residiert in der fünften und sechsten Etage des Hauses.